# J. George Duffield
J. George Duffield, född 1818, död 1888, teologie doktor, presbyteriansk präst och psalmförfattare från USA.
Två av hans psalmer, Blessed Saviour, thee I love (nr 699 diktad 1859) och Stand up, stand up for Jesus (nr 1246 diktad 1858) publicerades i The Church Hymn book 1872.

## Sånger
- Stå upp, stå upp för Jesus första gången publicerad på svenska i Sånger till Lammets lof 1877. Finns på Wikisource.